# Flughafen Lindi Kikwetu

i7
i11
i13
Der Flughafen Lindi Kikwetu (IATA-Code: LDI, ICAO-Code: HTLI) ist ein Flughafen im Südosten von Tansania.

## Lage
Der Flughafen liegt 20 Kilometer nördlich der Regionshauptstadt Lindi beim Dorf Kikwetu, zwischen der Nationalstraße T7 und dem Meer.

## Kenndaten
Lindi Kikwetu liegt 30 Meter über dem Meeresniveau und wird von der Tanzania Airports Authority verwaltet.

## Fluggesellschaften und Ziele
Derzeit werden keine Linienflüge durchgeführt (Stand 2022).

## Zwischenfälle
Den Flughafen betreffend wurde ein Zwischenfall gemeldet:
- Am 27. April 1964 kam eine Douglas DC-3 der East African Airways beim Flug von Lindi Kikwetu nach Kilwa Masoko bei der Landung vermutlich wegen Seitenwindes von der Landebahn ab. Das Backbordrad sank ein, der Propeller brach ab, trat in das Cockpit ein und tötete den Kapitän.[7]